# Hanamanal, Hungund
Hanamanal là một làng thuộc tehsil Hungund, huyện Bagalkot, bang Karnataka, Ấn Độ.